# Томсинский, Семён Григорьевич
Семён Григо́рьевич (Симха Генихович) Томси́нский (16(28) марта 1894, Себеж — 11 октября 1936 или 15 марта 1938, Ленинград) — советский партийный деятель, учёный-историк, археограф, Член-корреспондент АН СССР (1933).

## Биография
Член Бунда (1908—1916). Дебютировал в 1915 году в газете «Ди идише велт» статьей о задачах еврейского народного учителя, печатался в «Вестнике» ОПЕ. С 1917 года — член РСДРП(б) (РКП(б)-ВКП(б)); в 1918-19 член Еврейской секции, в 1919—1920 кандидат в члены её Центрального бюро. Активист партийных оппозиций. Ненадолго исключался из компартии (1924, 1927) за участие в «левой оппозиции» и «объединённой оппозиции».
Заведующий отделом культуры Комиссариата по еврейским делам в составе Наркомата по делам национальностей РСФСР (1918—1919). В 1919—1922 годах возглавлял еврейский отдел Наркомата просвещения Литовско-Белорусской советской республики. Окончил историческое отделение Института красной профессуры (1924). Преподаватель Коммунистического университета им. Я. М. Свердлова (1925—1927). До конца 1920-х годов преподавал в еврейских учебных заведениях. Сотрудничал в еврейских периодических изданиях «Дер фраер арбетер» (1918, Витебск), «Култур ун билдунг» (1918—1920, Москва), «Ди комунистише велт» (1918—1920, Москва). Участвовал в составлении поэтического сборника «Мут» («Мужество», 1920) и хрестоматии «Класнкамф» («Классовая борьба», для еврейских школ), содержавшей материал по истории еврейского рабочего движения. Публиковался в 1930-х годах в харьковских журналах «Пролит», «Ди ройте велт», в минской газете «Октябер» и других.
Заместитель председателя Археографической комиссии (с 1929 года). В 1930-х годах — заместитель директора, затем директор Историко-археографического института АН СССР (1933—1935) в Ленинграде, заведующий кафедрой истории в Ленинградском отделении Коммунистической академии им Я. Свердлова (1928—1932), преподавал в Ленинградском историко-лингвистическом институте, Всесоюзном коммунистическом университете им. И. В. Сталина. Заместитель директора по научной части Государственной академии истории материальной культуры (1934—1935). Член-корреспондент АН СССР по Отделению общественных наук (история) с 1 февраля 1933 года.
Автор работ по истории России начала XX века, истории массовых народных движений и крестьянских войн XVII—XVIII веков, дискуссионных статей в журнале «Историк-марксист».
В середине 1930-х годов после убийства Кирова был снят с поста директора Историко-археографического института, выслан из Ленинграда как бывший троцкист. Переведён в Ташкент. Заместитель председателя Казахстанского филиала АН СССР (1935—1936).
Арестован 29 апреля 1936 года и направлен в Ленинград. Обвинен в создании контрреволюционной террористической троцкистско-зиновьевской организации в Ленинграде и руководстве ею. Фигурировал в сталинском списке по Ленинградской области по первой категории (предания суду ВК ВС СССР с допустимостью расстрела) на 114 чел. под номером 92, составленном в октябре 1936. Подписи: «Приветствую. Каганович. Молотов». Осужден 11 октября 1936 года, приговорён к высшей мере наказания.
Расстрелян 11 октября 1936 (по другим, более традиционным, но менее надежным данным — 15 марта 1938) года. 29 апреля 1938 года исключен Общим собранием из АН СССР.
Реабилитирован посмертно (1957), восстановлен в АН СССР 11 августа 1967 года.
Сведения о семье отсутствуют. Родственник (двоюродный брат?) — Соломон Маркович Томсинский (1905—1984), историк, специалист по социально-экономической истории Урала, доцент Пермского университета.

## Некоторые научные работы
- «Борьба классов и партий в I Государственной думе» (1924)
- «Борьба классов и партий во II Государственной думе» (1924)
- «О характере пугачёвщины» // «Историк-марксист», 1927, № 6
- «Экономическое развитие России» (вып. 1—2, 1928; совм. с Н. Н. Ванагом)
- «Колонии Московского государства накануне восстания Разина» // «Крепостная Россия» (1929)
- «Разинщина (1666—1671)» // «Проблемы марксизма», 1930, № 2
- «Крестьянство и националы в революционном движении. Разинщина» (1931, редактор)
- «Крестьянские движения в феодально-крепостной России» (1932)
- «„Петровские“ реформы. Борьба классов накануне реформ» // «Историк-марксист», 1933, № 4
- «Очерки истории феодально-крепостной России. Крестьянские войны в эпоху образования империи» (1934)